# بيل مكينلي
بيل مكينلي (بالإنجليزية: Bill McKinley)‏ هو حكم كرة قاعدة ‏ أمريكي، ولد في 13 مايو 1910 في Kinsman, Ohio ‏ في الولايات المتحدة، وتوفي في 1 أغسطس 1980 في Mount Pleasant, Pennsylvania ‏ في الولايات المتحدة.